# Madone de Fenestre
Pour les articles homonymes, voir Madone de Fenestre (homonymie).
 (juin 2022).
La Madone de Fenestre est un sanctuaire situé sur le territoire de la commune de Saint-Martin-Vésubie. Le site se trouve à une altitude de 1 903 m, au sein du parc national du Mercantour, dans le département français des Alpes-Maritimes.
Un refuge de la FFCAM est présent sur le site du sanctuaire.

## Toponymie
Le nom du lieu provient d'une ouverture rectangulaire, située sur le haut de l'arête nord-ouest du grand Caïre de la Madone, un rocher dominant le sanctuaire. Le nom « col de Fenestras », est très ancien, et attesté sur des cartes antérieures à l'an 1000.

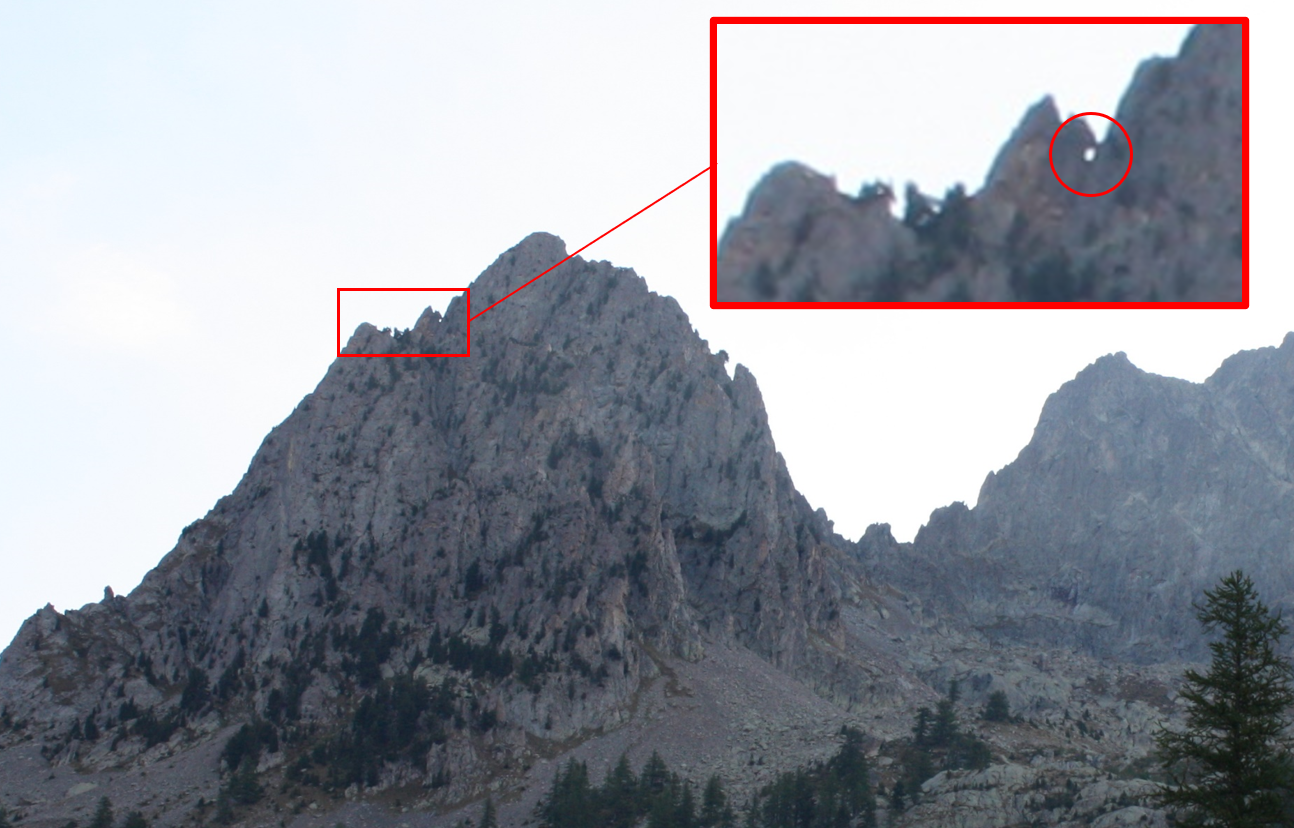
Fenêtre ou « fenestre » de la Madone de Fenestre, située sur l'arête nord-ouest du Grand Caïre (cerclé de rouge dans la partie agrandie).

## Géographie
Il s'agit d'un lieu-dit de Saint-Martin-Vésubie, situé à 13 km du centre du village par la D 94. Le sanctuaire est entouré de divers sommets, notamment la cime du Gélas (3 143 m) et de cols. Les sites de randonnée sont accessibles par des sentiers, au départ du parking situé sur la partie basse du sanctuaire.
Les principaux sites de randonnées alentour sont notamment :
- le col de Fenestre (2 474 m) reliant la France et l’Italie, accessible par un sentier qui passe près du lac de Fenestre (2 266 m) ;
- les lacs de Prals (2 269 m), ou « 5 lacs » ;
- la cime de la Valette (2 496 m) ;
- le col de Férisson (2 254 m) ;
- le pas de Ladres (2 448 m)[4].

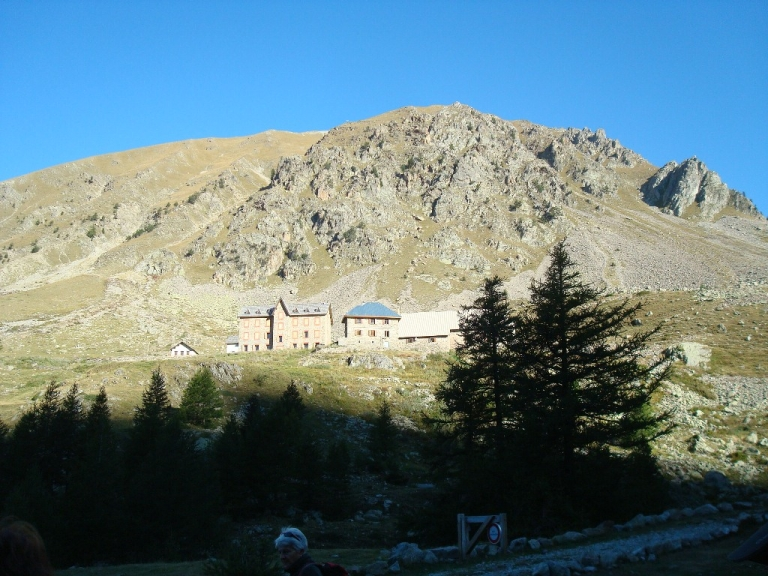
Sanctuaire de la Madone de Fenestre.
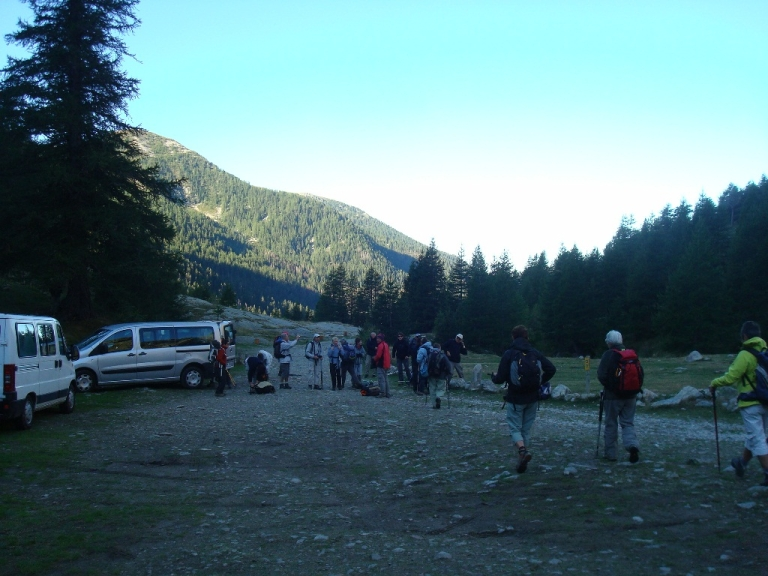
Parking.
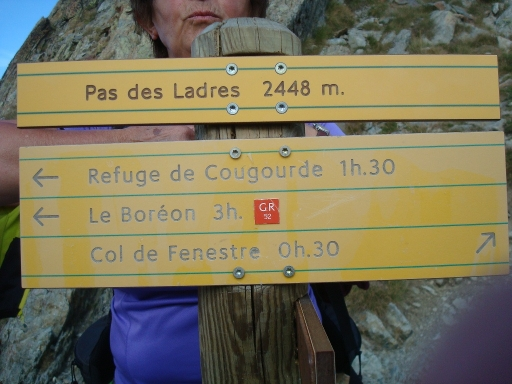
Pas des Ladres.
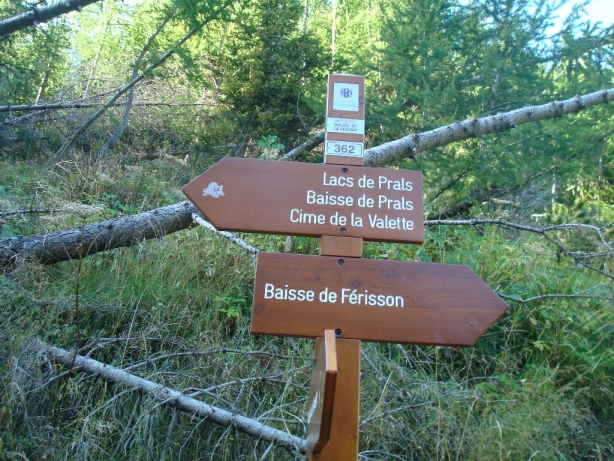
Itinéraires.
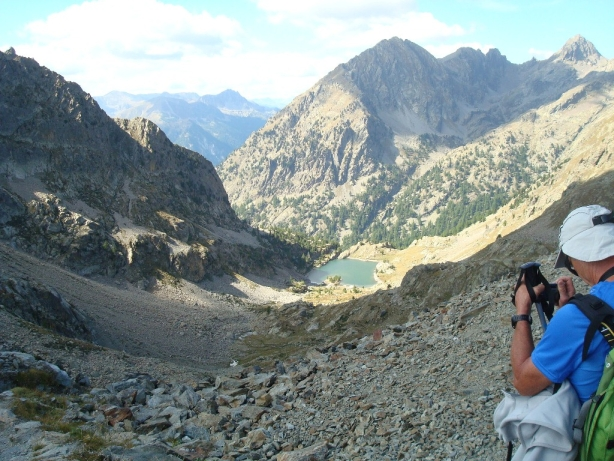
Lac de Trécoplas depuis le pas des Ladres.
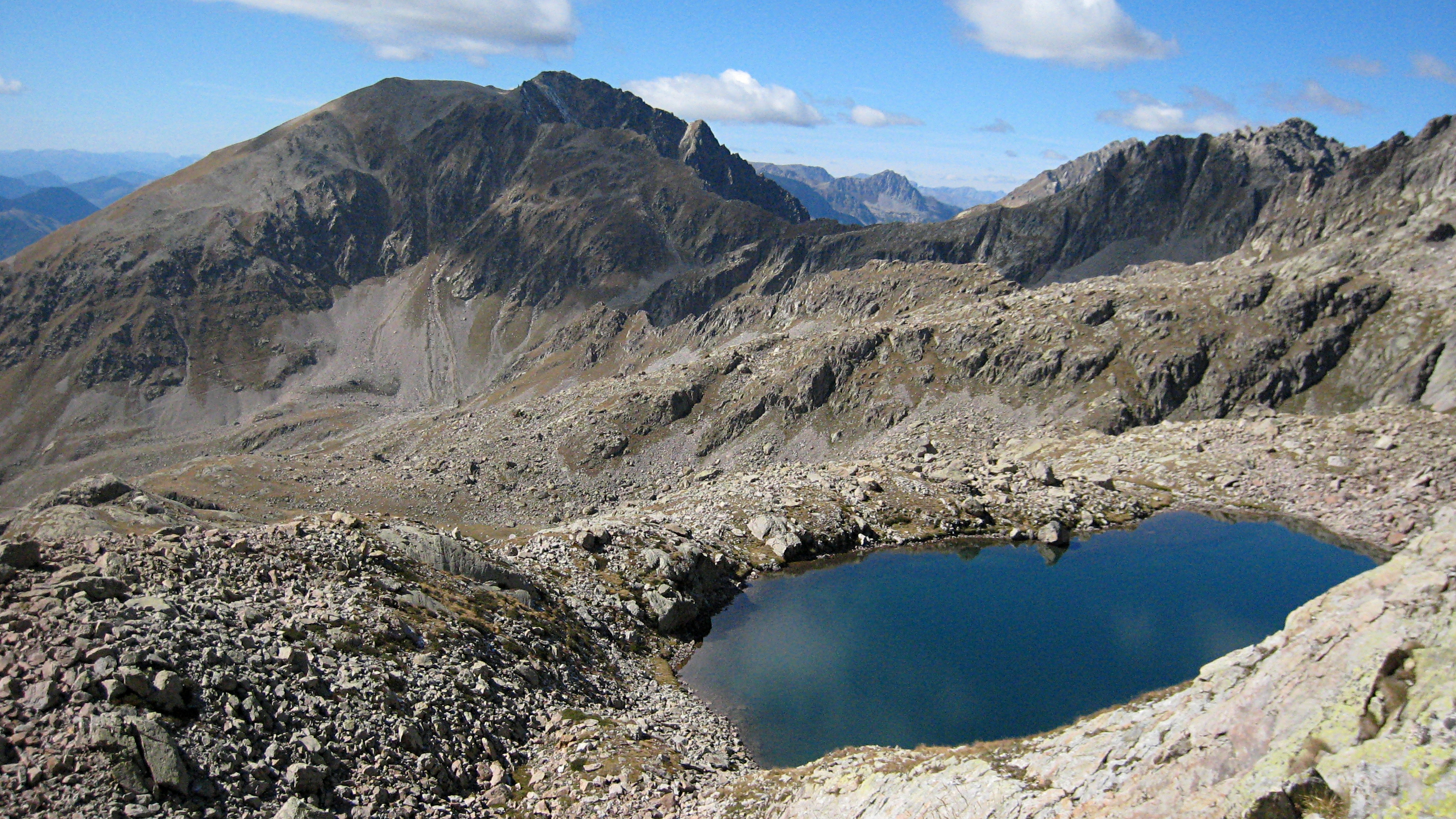
Lac Cabret.
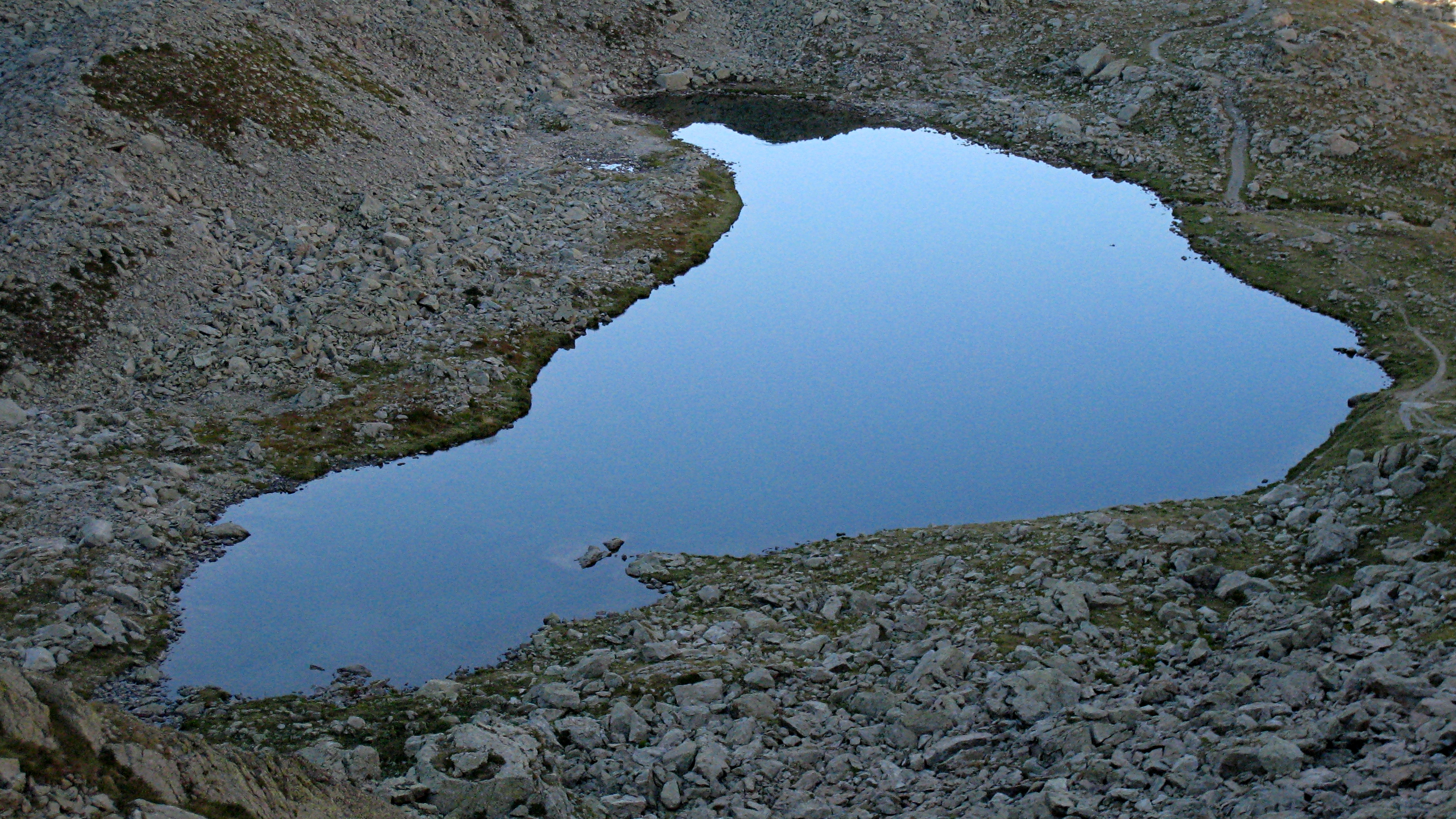
Lac de Fenestre.

## Histoire

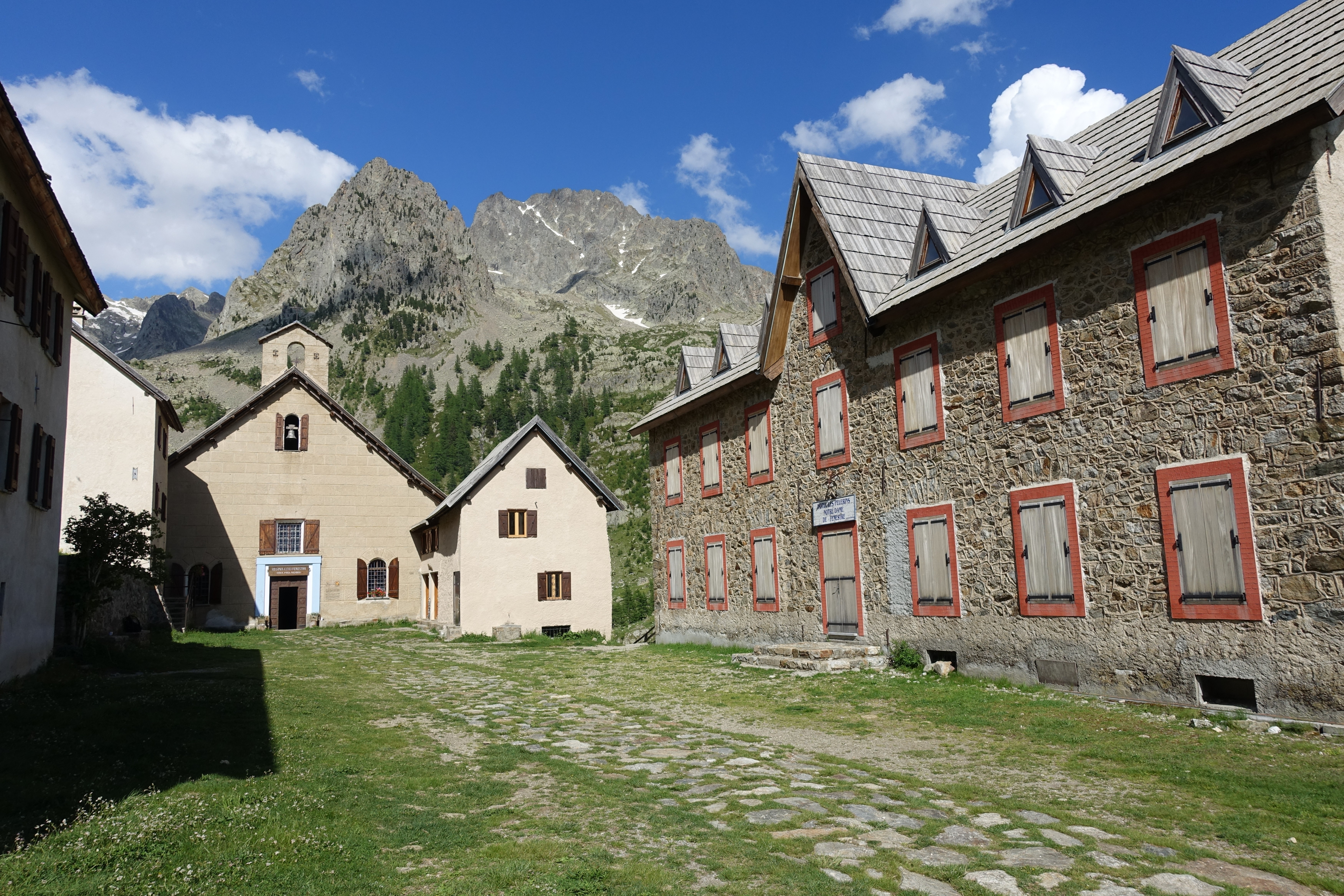
Sanctuaire de la Madone de Fenestre.

Bien qu’il soit supposé que ce lieu fut un sanctuaire romain, c’est en 887 que les Bénédictins le construisirent sous le nom de Notre-Dame de Grâce. Les Sarrasins le détruisirent lors de leur invasion du Xe siècle. À la suite de la légende sur l’apparition de la Vierge, le sanctuaire fut reconstruit et converti en hospice (hébergement) au XIIIe siècle par les Templiers. À la disparition de ces derniers, le sanctuaire passa de l’abbaye de Borgo San Dalmazzo (Italie) à la dépendance de la cathédrale de Nice et, dès 1388, devint le meilleur passage et refuge pour les voyageurs qui empruntaient ce passage entre Nice (sous domination de la Savoie) et le Piémont par le col de Fenestre. 
L’hospice connut un nouvel incendie en 1456, puis de nouveau en 1793 après avoir été pillé durant la Révolution. 
Finalement le sanctuaire devint définitivement français en 1947, à la suite du traité de Paris.

## La Madone
La Madone, statue en cèdre du Liban polychrome du XIVe siècle, est vénérée tous les 15 août et 8 septembre par la population locale et celle des environs du Piémont. À cette dernière date, elle est descendue en procession jusqu’à Saint-Martin-Vésubie pour y passer l’hiver.

## Culture
Le roman d'Alain Grinda, Madone de Fenestre, se déroule en partie dans la zone du sanctuaire.